# Супрунівка (станція)
Супру́нівка — проміжна залізнична станція 2-го класу Полтавської дирекції Південної залізниці на електрифікованій лінії Полтава — Ромодан, за 22 км від станції Полтава-Південна та 4 км від станції Полтава-Київська. Розташована у Київському районі Полтави, на західній околиці міста, у житловому масиві Половки.

## Історія
Станція відкрита 1932 року на вже діючій залізничній лінії Київ — Полтава з 1901 року. Назва походить від однойменного села, що розташоване неподалік від станції.
У 1960—1970-ті роки в районі станції почалося інтенсивне будівництво заводів, різних складів та баз. Відкритий новий мікрорайон Половки. Зведені такі підприємства, як Полтавський завод газорозрядних ламп (1963) та Полтавський завод хімічного машинобудування «Хіммаш» (1964—1967). До цих заводів та інших підприємств була прокладена велика кількість під'їзних колій. Інтенсивний розвиток промисловості перетворило Супрунівку на велику вантажну станцію.
У 1990-ті роки темпи промисловості стрімко зменшилися, але все ж деякі підприємства працювали більш-менш стабільно. В результаті чого чималр під'їзних колій було розібрано, а їх фрагменти досі є можливість побачити вздовж перегону Супрунівка — Полтава-Київська, проте деякі підприємства продовжують роботу і понині.
У 2002 році станція електрифікована змінним струмом (~25 кВ). Тоді ж було побудовано новий пост ЕЦ, реконструйовано вокзал і двоповерхову будівлю товарної контори, збільшено корисну довжину головної колії і виконано ряд інших важливих робіт. У 2002 році на перегоні Супрунівка — Пост 311 км змонтована пересувна тягова підстанція (ЕЧЕ-11). На під'їзних коліях працюють тепловози ТЕМ2, ТГМ4, ТГМ23, ЧМЕ3.
У 2005 році побудований елеватор, який надав можливість збільшити навантаження вагонів.
На станції Супрунівка починала свій трудовий шлях Ольга Семенівна Дяченко, яка у 2002 році була призначена заступником начальника Південної залізниці, начальником Полтавської дирекції залізничних перевезень (ДН-4).
У 2014 році станція обслуговувала 14 під'їзних колій, в тому числі ПП ХП «Автотранс», ВАТ «Полтавське ХПП», ПАТ «Полтавахіммаш» тощо. За 10 місяців 2014 року розвантажено 2998 вагонів, а навантажено 1507 вагонів. На станції знаходиться вантажний двір Полтавської механізованої дистанції навантажувально-розвантажувальних робіт (МЧ-4), який обладнаний спеціальним підвищеним майданчиком, естакадним і козловим кранами, грейфером.

## Інфраструктура
Станція має одну головну, три бічних та декілька тупикових колій. Обладнана електричною централізацією стрілок і сигналів. Перегони до станції Полтава-Київська і колійного посту 311 км — одноколійні, електрифіковані, двостороннім автоблокуванням.

## Пасажирське сполучення
На станції Супрунівка зупиняються приміські поїзди напрямку Гребінка — Ромодан —Полтава-Південна — Огульці. Працює квиткова каса, в якій є можливість придбати квитки на приміські та пасажирські поїзди. Посадка пасажирів у приміські поїзди здійснюється з низьких пасажирських платформ.